# کوئوری، فوکوشیما
کوئوری، فوکوشیما (به لاتین: Koori, Fukushima) یک منطقهٔ مسکونی در ژاپن است که در استان فوکوشیما واقع شده‌است. کوئوری ۴۲٫۹۷ کیلومترمربع مساحت و ۱۲٬۰۹۶ نفر جمعیت دارد.